# Commissione Moro
La Commissione parlamentare d'inchiesta sulla strage di via Fani, sul sequestro e l'assassinio di Aldo Moro e sul terrorismo in Italia, detta comunemente Commissione Moro, è stata una commissione bicamerale costituita nell'arco della VIII legislatura con legge n. 597 del 23 novembre 1979.

## Storia

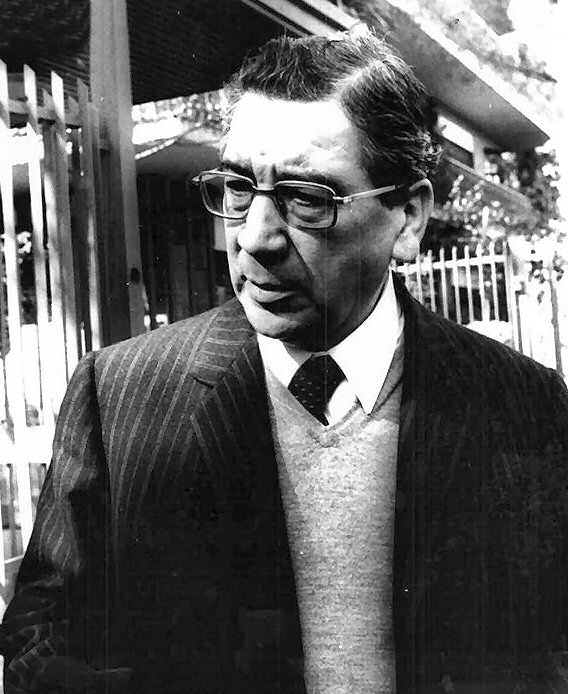
Vittorio Cervone

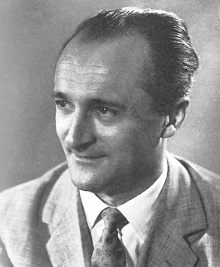
Alessandro Natta, primo firmatario della proposta di legge istitutiva della Commissione Moro.

L'istituzione di una commissione bicamerale per indagare sul sequestro e l'assassinio di Aldo Moro viene caldeggiata per primo dal senatore Vittorio Cervone, amico personale dello statista democristiano che ha vissuto da vicino il dramma della sua famiglia. Nonostante non manchino proposte di attendere l'esito dei processi in corso, prevale l'idea di agire in parallelo con la magistratura, forse per la prevedibilità dei lunghi tempi della giustizia, di sicuro per concorrere col lavoro dei parlamentari a far luce sui non pochi punti oscuri della tragica vicenda. Una prima proposta, presentata alla Camera, risale all'8 febbraio 1979 e viene approvata il successivo 29 marzo, ma non viene perfezionata col voto del Senato per la fine anticipata della VII legislatura. La proposta viene ripresentata il 22 giugno 1979, l'organo verrà poi costituito ai sensi della legge emanata nel novembre dello stesso anno.
Il termine per la conclusione dei lavori è fissato in otto mesi dalla pubblicazione della legge sulla Gazzetta Ufficiale (29 luglio 1980). Viene successivamente prorogato al 24 dicembre 1980 (legge 30 dicembre 1980, n.892), al 31 dicembre 1981 (legge 30 dicembre 1980, n.892), al 31 marzo 1982 (legge 6 gennaio 1982, n.1), e al 30 giugno 1983 (legge 9 aprile 1982, n.154).

## Composizione e poteri
La commissione è composta da 20 deputati e 20 senatori scelti dai presidenti delle due camere in proporzione alla rappresentanza dei gruppi parlamentari. I due presidenti scelgono di comune accordo il presidente tra i membri della commissione stessa; i due vice-presidenti e i due segretari sono invece eletti nella seduta d'insediamento. I suoi poteri sono stabiliti all'art. 4 della legge del 1979:
- La commissione procede alle indagini e agli esami con gli stessi poteri dell'autorità giudiziaria.
- Nell'inchiesta, che concerne fatti eversivi dell'ordine costituzionale, non è opponibile il segreto di Stato, salvo i casi espressamente previsti dalla legge di riordino dei servizi segreti italiani (24 ottobre 1977, n. 801).
- Non possono essere oggetto di segreto fatti eversivi dell'ordine costituzionale di cui si è venuti a conoscenza per ragioni della propria professione, salvo per quanto riguarda il rapporto tra difensore e parte processuale nell'ambito del mandato.
- Qualora venga eccepito il segreto d'ufficio, la commissione, se ritiene indispensabili ai fini dell'inchiesta la deposizione del teste e l'esibizione dei documenti, dispone che il teste deponga e ordina il sequestro dei documenti richiesti.
- In nessun caso è opponibile il segreto bancario.

La commissione può avvalersi dell'opera di agenti e ufficiali di polizia giudiziaria e delle collaborazioni che ritenga necessarie.

## Attività
Oggetto dell'attività di indagine furono:
1) la strage di via Fani, il sequestro e l'assassinio di Aldo Moro, la strategia e gli obiettivi perseguiti dai terroristi e ogni fatto, comportamento e notizia comunque relativi a quei tragici
eventi.
In particolare la commissione dovra' accertare:
a) se vi siano state informazioni, comunque collegabili alla strage di via Fani, concernenti possibili azioni terroristiche nel
periodo precedente il sequestro di Aldo Moro, e come tali informazioni siano state controllate ed eventualmente utilizzate;
b) se Aldo Moro abbia ricevuto, nei mesi precedenti il rapimento, minacce o avvertimenti diretti a fargli abbandonare l'attività politica;
c) le eventuali carenze di adeguate misure di prevenzione e tutela della persona di Aldo Moro;
d) le eventuali disfunzioni od omissioni e le conseguenti responsabilità verificatesi nella direzione e nell'espletamento delle indagini, sia per la ricerca e la liberazione di Aldo Moro, sia successivamente all'assassinio dello stesso, e nel coordinamento di tutti gli organi e apparati che le hanno condotte;
e) quali siano state le iniziative e le decisioni, comunque assunte da organi dello Stato, per attribuire particolari poteri, funzioni e compiti di intervento anche al di fuori delle ordinarie competenze di istituto;
f) quali iniziative od atti siano stati posti in essere da pubbliche autorità, da esponenti politici e da privati cittadini per stabilire contatti diretti o indiretti con i rapitori e con rappresentanti di movimenti terroristici o presunti tali, durante il sequestro di Aldo Moro, al fine di ottenerne la liberazione, o dopo l'assassinio. Quali eventuali risultati abbiano dato tali contatti, se ne siano state informate le autorità competenti e quale sia stato l'atteggiamento assunto al riguardo;
g) quali siano stati i motivi o i criteri che hanno determinato la continua, graduale divulgazione di notizie, fatti e documenti, ivi compresi le lettere scritte da Aldo Moro durante il sequestro, quali fatti e documenti siano ancora rimasti eventualmente segreti, nonché quale fondamento abbiano le dichiarazioni pubblicamente rese su trame, complotti e collegamenti internazionali attinenti all'assassinio di Aldo Moro e al terrorismo in genere;
h) gli eventuali collegamenti, connivenze e complicità, interni ed internazionali, con gruppi terroristici, che abbiano favorito, coperto e sostenuto in qualsiasi modo la operazione criminale ed eversiva che si è conclusa con l'assassinio di Aldo Moro; con quali altri fatti terroristici tale operazione sia eventualmente collegata;
2) i gravi eventi criminosi e terroristici tendenti al sovvertimento delle istituzioni accaduti in Italia; la natura e le caratteristiche fondamentali delle organizzazioni terroristiche operanti in Italia; a quali fonti di finanziamento le stesse attingano; quali siano i loro metodi di reclutamento; come e dove provvedano allo addestramento dei propri militanti; le eventuali connivenze di cui si siano avvalse; se risultino collegamenti tra i singoli movimenti terroristici italiani e centrali o organismi italiani o stranieri; quali siano i risultati della lotta al terrorismo in Italia; se personale, strumenti e mezzi posti a disposizione a tale fine siano adeguati.

## Relazioni finali
Al termine dei lavori la Commissione ha presentato sei relazioni, datate 29 giugno 1983:
- Relazione di maggioranza, sottoscritta dai commissari di DC, PCI, PSDI, PRI
- Relazioni di minoranza dei commissari del PSI, del PLI del MSI-DN, e dei commissari Leonardo Sciascia e Raffaele della Valle.

## Composizione

### Presidenti
- Oddo Biasini (deputato PRI) dal 8 gennaio al 5 marzo 1980
- Dante Schietroma (senatore PSDI) dal 16 aprile 1980 al 4 agosto 1981
- Mario Valiante (senatore DC) dal 31 luglio 1981 al 29 giugno 1983

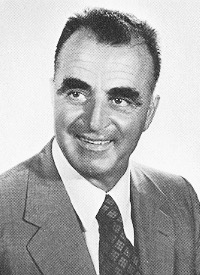
Oddo Biasini
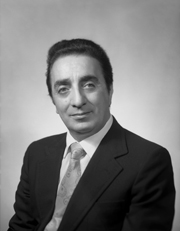
Dante Schietroma
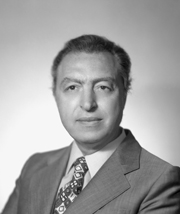
Mario Valiante

### Vicepresidenti
- Nicola Lapenta (senatore DC) fino al 7 marzo 1980
- Antonio Caruso (deputato PCI)

### Segretari
- Libero Della Briotta (senatore PSI)
- Angelo Armella (deputato DC)
- Paolo Barsacchi (senatore PSI)